# Paulette (impôt)
Pour les articles homonymes, voir Paulette.
La paulette, de son vrai nom droit annuel, était une taxe facultative qui permettait aux officiers qui la payaient de transmettre automatiquement leur office sous l'Ancien Régime français. Elle fut instaurée par un arrêt du conseil le 12 décembre 1604 sous le règne d'Henri IV de France. La paulette représente, au début du XVIIe siècle, 5 à 10 % des recettes de l'État.

## Histoire
Ce mot tire son origine de son instigateur, Charles Paulet, secrétaire de la chambre du roi mais aussi le premier à qui la perception de ce droit fut affermée. À l'origine, cette mesure est une initiative de  Sully, Premier ministre du roi, initiative datant de 1602, mais qui n'aboutit qu'en 1604.
Avant la paulette, une charge revenait au roi à la mort de l'officier ou pouvait être cédée contre le paiement d'une taxe de résiliation, mais à condition que l'officier survive 40 jours à l'acte de résiliation. Cette disposition bloquait la transmission héréditaire des offices ou donnait lieu à toutes sortes de subterfuges : déclarations de décès postdatées ou conservation au saloir des cadavres pendant 40 jours.
La paulette, qui se montait à un soixantième de la valeur de la charge, à verser annuellement au roi, supprimait la clause des quarante jours, facilitant la transmission par l'officier de sa charge à la personne de son choix, notamment des bourgeois à leurs enfants.
Les députés de la noblesse aux états généraux de 1614 demandèrent, sans succès, l'abolition de la paulette et le rachat des offices par le roi. En introduisant l'argent dans une hiérarchie fondée sur l'honneur et le service de Dieu ou du roi, la paulette bouscule la société d'ordres et a contribué à la crise d'identité nobiliaire.
L'initiative de Mazarin et du surintendant Particelli de modifier les conditions financières du renouvellement de la paulette en 1648 est une des causes indirectes de la Fronde.
Un édit de 1771 porta le droit annuel au centième de la valeur de l'office estimée par l'officier lui-même (la valeur « marchande » de l'office en somme), le centième denier, ce qui fit plus que doubler les recettes que le roi tirait de ce droit (plus de 3 600 000 livres). Au cours du XVIIIe siècle de nombreux offices furent exemptés : les membres des cours souveraines, les maîtres des requêtes, les intendants des finances et du commerce, les baillis et les sénéchaux, les grands maîtres des eaux et forêts, etc.